# Litoria eungellensis
Espèce
Lituria eungellensis est une espèce d'amphibiens de la famille des Pelodryadidae.

## Description
Lituria eungellensis peut mesurer jusqu'à 38 mm de longueur. Son dos est brun clair, brun crème ou bronze avec une large bande longitudinale brune au milieu qui commence entre les yeux. Il y a une bande brune de la narine jusqu'au-delà du bras. Le ventre est blanc crème et le mâle a un sac vocal blanc crème. La pupille est horizontale et l'iris est cuivré-doré. L'aine est jaune ou orange avec des taches noires proéminentes sur les marges. Souvent, des motifs noirs sont répartis sur l'arrière des cuisses, avec des taches sombres variables sur le dessous des cuisses. Les doigts sont longs et non palmés avec des disques proéminents et les orteils sont palmés aux trois quarts avec de petits disques.

## Répartition
Lituria eungellensis est endémique du Queensland (Australie) où elle se rencontre dans une zone de 20 km2 à une altitude comprise entre 880 et 1 211 m,.

## Systématique
L'espèce Lituria eungellensis a été décrite en 2025 par Luke Charles Price (d), Conrad Jules Hoskin (d), Michael Joseph Mahony (d) et Stephen Charles Donnellan (d).

### Étymologie
Son épithète spécifique, composée de eungell[a] et du suffixe latin -ensis, « qui vit dans, qui habite », lui a été donnée en référence à sa localité type, le parc national d'Eungella au Queensland.

### Publication originale
- (en) Luke C. Price, Conrad J. Hoskin, Michael J. Mahony et Stephen C. Donnellan, « Systematic evaluation of molecular genetic, morphological and acoustic variation reveals three species in the Litoria revelata complex (Anura: Pelodryadidae) », Zootaxa, Auckland, vol. 5584, no 3,‎ 10 février 2025, p. 301-338 (DOI 10.11646/zootaxa.5584.3.1).